# Paches (comida)

Paches guatemaltecos (país Guatemala)

Los 'paches son un platillo típico de Guatemala muy parecido al tamal, pero éste es realizado con masa de papa. El término paches viene de su forma aplastada o pache que tienen los mismos. Receta centenaria de Quetzaltenango.
Los paches son parecidos a los tamalitos de maíz y a los tamales de carne o tamales de arroz.
Sus orígenes son del departamento guatemalteco Quetzaltenango. 
Esta receta se ha extendido a lo largo de los años a otros departamentos, modificando así su receta.
Se tiende a confundir la receta de los paches con los tradicionales tamales de carne. Los cuales son de masa de maíz. Como por ejemplo en oriente les llaman tamales de carne y contienen lo tradicional, mas Chile jalapeño u otros y queso que se derrite, lo comen con limón en algunos lugares, tortilla o pan, etc. 
(Dado que en Quetzaltenango se come tamalitos de maíz para acompañar las comidas, entonces se le llama tamal sólo a los que son de masa de maíz, aunque en otros lugares le llaman tamal a los hechos de Arroz, cual es el término correcto.
La receta original se ha modificado dependiendo de los gustos locales los cuales pueden llevar chile o no llevarlo. 

En la ciudad de Quetzaltenango aún se puede encontrar con su sabor y nombre original, con los lugares marcados con un farol rojo o luz roja indicando donde los venden. 
- Datos: Q16614903